# Ryszard Ochyra
Ryszard Ochyra (Polónia, 1949) é um briologista que se destacou no estudo dos musgos pertencentes ao agrupamento taxonómico Funariales.